# Marco Fortes
Marco Fortes (26 de Setembro de 1982, Lisboa) é um atleta português do lançamento do peso.
Desde 1996 foi atleta do Sporting Clube de Portugal até 2010, nesse ano muda-se para o rival Sport Lisboa e Benfica.
A sua evolução deve-se também ao seu treinador Vladimir Zinchenko.

## Recordes Pessoais
- Peso: 21,02 (Bar, Montenegro - 2012) (Recorde Nacional)
- Disco: 58,32 (Seixal - 2009)

### Pista Coberta
- Peso: 20,91 (Campeonato Nacional de Clubes em Pista Coberta, Pombal - 2012) (Recorde Nacional)[1]

## Palmarés
Campeonatos Nacionais
- 12 Campeonatos Nacionais Peso (2002 - 2013)
- 1 Campeonato Nacional Disco (2009)

Jogos Olímpicos
- (Pequim 2008) Peso (Qualificações)
- (Londres 2012)  Peso (Qualificações)

Campeonatos do Mundo
- (Berlim 2009) Peso (Qualificações)
- (Daegu 2011) Peso (6ºlugar)

Campeonato da Europa
- (Barcelona 2010) Peso (Qualificações)

Campeonato do Mundo em Pista Coberta
- (Valência 2008) Peso (Qualificações)

Campeonato da Europa em Pista Coberta
- (2011 - Paris) Peso (8º lugar)
- (2009 - Turim) Peso (Qualificações)
- (2002 - Viena) Peso (Qualificações)

Campeonato do Mundo Juniores
- (Santiago de Chile 2000) Peso (Qualificações)
- (Santiago de Chile 2000) Disco (Qualificações)

Jogos da Lusofonia
- (Lisboa 2009) Peso (medalha de ouro)
- (Macau 2006) Peso (medalha de ouro)

Campeonatos Ibero-Americanos
- (2010 - San Fernando, Espanha) Peso (medalha de ouro)

Taça da Europa de Lançamentos de Inverno
- (2014 - Leiria, Portugal) Peso (medalha de prata)
- (2011 - Sófia, Bulgária) Peso (medalha de prata)